# Ordinul Salvatorian
| Ordinul Salvatorian | Ordinul Salvatorian         |
| ------------------- | --------------------------- |
| Nume oficial        | Societas Divini Salvatoris  |
| Nume popular        | Salvatorieni                |
| Fondator            | Johann Baptist Jordan, Roma |
| Data înființării    | 8 decembrie 1881            |
| Apartenența         | Biserica Catolică           |
| Sigla               | SDS                         |
| Sit oficial         | http://www.sds.org          |
| Ordine religioase   |                             |

Ordinul Salvatorian sau Societatea Divinului Salvator (SDS) este o congregație religioasă internațională de preoți și frați din Biserica Catolică, înființată la Roma, la 8 decembrie 1881, de către părintele Johann Baptist Jordan. Astăzi membrii societății sunt implicați în activități apostolice în 40 de țări din întreaga lume. Titlul „Divinul Salvator” este o referire la Isus Cristos. Patronii ordinului sunt Fecioara Maria, apostolii, Arhanghelul Mihail și Sfântul Iosif. 
Sediul principal al ordinului se află în Via della Conciliazione din Roma, în Palazzo Cesi-Armellini. Actualul superior general al salvatorienilor este Milton Zonta.

## În România

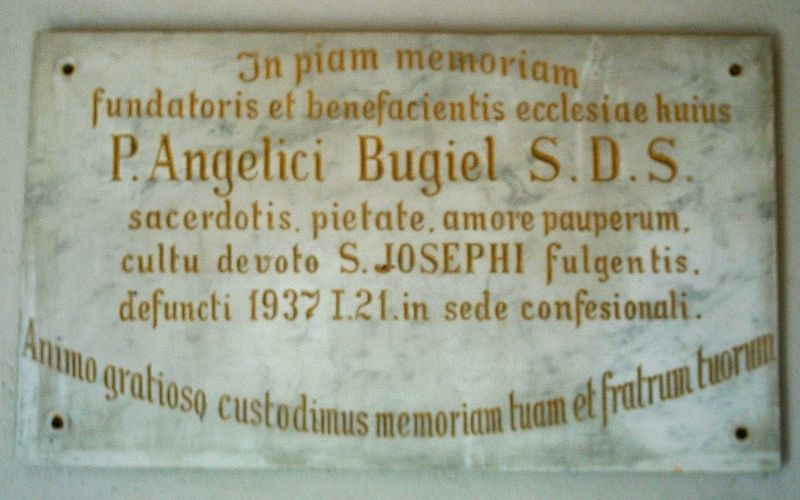
Placă memorială care amintește că Biserica Romano-Catolică din Fratelia a fost construită în perioada interbelică prin efortul unui călugăr salvatorian

În data de 21 noiembrie 1898 ordinul a fost chemat la Timișoara de către episcopul Julius Glattfelder. Acesta a încredințat călugărilor pastorația credincioșilor din suburbia Mehala. Astfel, Biserica romano-catolică din Mehala a fost deservită de la sfârșitul secolului al XIX-lea de călugări salvatorieni.
Episcopul Dessewffy a recomandat lui P. Jordan (SDS) într-o scrisoare în limba latină construirea unei mănăstiri în cartierul Iosefin sau în cartierul Elisabetin. De astfel acesta a donat sub formă de testament suma de 50.000 coroane cu condiția ca pastorația sufletească sa fie încredințată ordinului. Eforturile comunității se materializează odată cu terminarea Bisericii din Elisabetin în 1919, după ce lucrările au fost întrerupte din cauza primului război mondial.

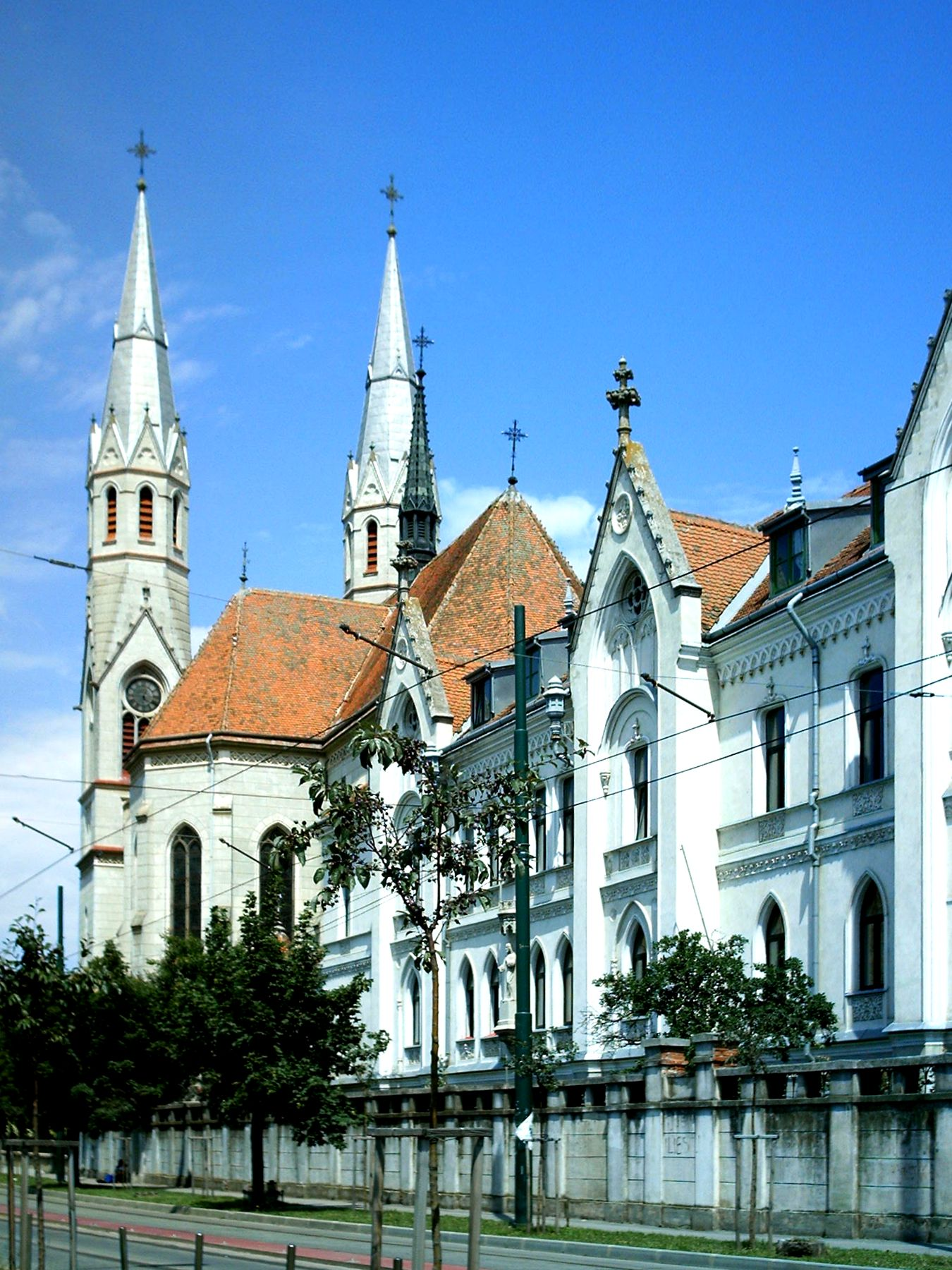
Mănăstirea salvatorienilor și Biserica romano-catolică din Elisabetin, Timișoara.

În anul 1949 ordinul a fost interzis de autoritățile din România comunistă. Unul din ultimii foști membri ai acestui ordin din România este scriitorul Ignaz Bernhard Fischer. În anul 1990 s-a stabilit la Timișoara călugărul Berno Rupp, care a pus în practică mai multe proiecte sociale.

## Istoric
Congregația a fost fondată de preotul german Johann Baptist Jordan (1848-1918). În 1878 acesta s-a mutat la Roma, pentru a studia limbile orientale la Universitatea Pontificală Laterană. În 1880 a mers în Palestina să-și aprofundeze cunoștințele de arabă. Apoi se permanentizează decizia de a fonda o adunare misionară pentru apărarea și răspândirea credinței catolice printre necreștini, și primește încurajare din partea lui Guglielmo Massaia.
Institutul a fost fondat cu numele de Societatea Apostolică de Instrucțiune în data de 8 decembrie 1881 în Biserica Sf. Brighita din Roma. Un an mai târziu numele a fost schimbat în Societatea Educației Catolice. Societatea a fost aprobată la 5 iunie 1886 ca institut religios de drept diecezan de Lucido Parocchi, cardinalul vicar pentru Dieceza de Roma. Ramura feminină a ordinului a fost înființată la Tivoli în 1888 de către Maria de Apostoli (1833-1907).
În 1889 prefectura apostolică Assam este încredințată Societății Mântuitorului Divin. Din India misionarii s-au răspândit în China și America de Nord. Prima mănăstire a fost deschisă la Tivoli în 1890. Au urmat cele din Austro-Ungaria (1892), Ecuador (1893), Elveția (1894), în Boemia și Columbia (1895). 
Constituția ordinului a fost aprobată definitiv de Sfântul Scaun în data de 20 martie 1922.